# Дорнелаш-ду-Зезере
Дорнелаш-ду-Зезере (порт. Dornelas do Zêzere)  —  район (фрегезия) в Португалии,  входит в округ Коимбра. Является составной частью муниципалитета  Пампильоза-да-Серра. По старому административному делению входил в провинцию Бейра-Байша. Входит в экономико-статистический  субрегион Пиньял-Интериор-Норте, который входит в Центральный регион. 
Население составляет 677 человек на 2001 год. Занимает площадь 16,40 км².